# Elképzelt italok listája
Sok kitalált történet tartalmaz olyan elképzelt üdítőt vagy egyéb iható anyagot – nagy mennyiségben történő fogyasztásra szánt folyadékot – mely értelmes lehet abban a világban, ahol a történet játszódik, és néhány esetben továbbgördítheti a történet fonalát. Ezek lehetnek kitalált márkák, melyek egy adott valós márkát helyettesítenek, s ezen keresztül ki lehet gúnyolni az azon márkához kapcsolódó marketinges kultúrát. Erre példa a Duff sör A Simpson családban vagy a  Buzz Beer a The Drew Carey Showban. A sci-fikben az ellenséges társadalmaktól származó italok kiterjeszthetik egyes jövőbeni társadalmak érzékeléseit. Ilyen a Star Trekben a Romulán Ale.
Míg sok olyan kitalált ital van, mely könnyen beszerezhető, vannak olyan folyékony gyógyszerek és mérgek (mind az a folyadék, melynek hatására Alice a könyvben a Csodaországba merül), melyek nem érhetőek el széles fogyasztórétegnek, vagy nem jellemezhetőek úgy, hogy egy adott célra használhatók, és így egyáltalán nem tekinthetők „üdítőnek”. 

## Alkoholos vagy mérgező üdítők

### Az irodalomban és nyomtatásban
| Üdítő                                      | Forrás                         | Első megjelenés dátuma | Leírás és fontossága |
| Moloko Plus (Nadsat a "Milk Plus" helyett) | Gépnarancs                     | 1962                   | Mint „tej benne késsel”, melyet a fő gonosz ivott, hogy egy kicsit „a jó régi ultraerőszakos hangulatban” legyen. A filmadaptációban a Moloko Plus egy olyan tej, melyet a (valószínűleg illegális) három gyógyszer – Vellocet, Synthemesc vagy Drencrom – egyikével készítik. Alex és társai a Drencrommal készülőt preferálták. |
| Herzwesten sör                             | The Drawing of the Dark        | 1979                   | Barna sör, hétszáz évente egyszer készítik, és természetfeletti tulajdonságai vannak. |
| Pángalaktikus Gégepukkasztó                | Galaxis útikalauz stopposoknak | 1978                   | Zaphod Beeblebrox általa létrehozott legendás koktél, melynek az alapja az ó-Janx Szesz. Ha ezt valaki megissza, olyan hatást vált ki, mint „ha az agyát egy olyan citrommal törölnék ki, melyet egy aranykockára tekertek volna”. Számos, a való életben előforduló receptje is van az italnak. |
| Victory Gin                                | 1984                           | 1949                   | A kormány által előállított olcsó, alacsony minőségű alkoholos ital. „Gyenge, olajos szaga” volt, és olyan volt az íze, mint a nitrogénsavnak. Ha lenyelik, olyan érzése lesz az embernek, „mintha egy gumibottal fejbe verték volna”. Winston Smith, a fő gonosz elviselhetetlen íze és szaga ellenére gyakran fogyasztja. A Victory Ginhez csak a párt tagjai férhetnek hozzá. A prolik itala a (Victory Ginnél sokkal jobb minőségű) sör volt. A Terminal című 2018-as filmben Annie, a pincér Billnek egy Victory Gint szolgál fel, ami megegyezik az Orwell regényében szereplővel. |
| Vesper                                     | Casino Royale                  | 1953                   | Három egységnyi Gordon's Gin, egy egységnyi vodka, fél egységnyi Kina Lillet. Jól össze kell rázni, jéghidegen, citromhéjjal kell tálalni. Nevét az eredeti Bond lányról, Vesper Lyndről kapta. Mivel az eredeti Kina Lillet már nem elérhető, helyettesíthető modern Lillettel vagy Cocchi Americanóval. |

### Filmekben
| Üdítő             | Forrás       | Első megjelenés dátuma | Leírás és fontossága |
| Black Pony Scotch | Laura        | 1944                   | A címszereplő (akiről kiderül, hogy megölték) lakásában ebből a márkából találtak egy üveggel, ami alapján a detektívek elkezdték felderíteni az ügyet. A nyomozók szerint az áldozat nem fogyasztott volna ilyen olcsó márkájú italt. A film színpadi változatában "Four Horses Scotch" lett az ital neve. |
| Elsinore sör      | Strange Brew | 1983                   | A cselekmény valamelyest kapcsolódik Shakespeare Hamletjéhez, de a főbb szerepekben olyan emberek vannak, akik vagy alkalmazottai vagy tulajdonosai annak a sörfőzőnek, mely kapcsolatba hozható volt egy olyan ördögi tervvel, melynek alapján egyesek uralmuk alá akarták hajtani a földet.               |

### Televízióban
| Üdítő                                    | Forrás                                             | Első megjelenés dátuma | Leírás és fontossága |
| Alamo Beer                               | Texas királyai                                     | 1997                   | A város egyik népszerű söre, és sok szereplőnél megfordult. A Beer and Loathing epizód középpontjában volt. |
| Binge sör                                | NASULG                                             | 1999                   | Az Állami Egyetemek és Földtámogatott Főiskolák Nemzeti Egyesülete (NASULG) hozta létre egy reklámsorozat kedvéért, melyet az alkoholfogyasztás visszaszorításáért indított kampányukban mutattak be. |
| Buzz Beer                                | The Drew Carey Show                                | 1996. május 8.         | Sör és kávé keveréke, melyet a szereplők Drew garázsában főznek s kevernek össze. A termék legyártása és reklámozása sok olyan helyzetet teremtett, melyben kijött a szereplők jellegzetessége. Az egyik részben egy ugyanolyan összetételű termékkel jött elő az egyik versenytársuk, aki a termékének a Cap-Beer-Cino nevet adta.                  |
| Duff sör                                 | A Simpson család.                                  |                        | Sok szereplő fogyasztotta, és már a sorozat elején, 1990 elején megjelent, így számos történetszál fűződik hozzá. Több változata is volt: Duff Lite, Duff Dry és Duff Dark. A Fudd Beer a Duff Beer versenytársa volt, és állítólag a Shelbyville-ben lakó hegylakók között volt népszerű.                                                           |
| Lángoló Moe (flaming Moe/ flaming Homer) | A Simpson család "A lángoló Moe"                   | 1991. november 21.     | Az italt Simpson és az akkor vele együtt dolgozó Moe csapos készíti el, és nagyon népszerű lett. Több alkoholos italt is tartalmaz, melyet gyerekek számára készített köhögéscsillapítóval kevertek össze, és meggyújtva szervírozták. |
| Girlie Girl Beer                         | Egy rém rendes család                              |                        | A főszereplő Al Bundy kedvenc söre, antifeminista klubjának hivatalos itala egész addig, míg Yoko Ono nem lett a márka hivatalos szóvivője. |
| Glen McKenna scotch                      | Így jártam anyátokkal "Közbelépés"                 | 2008. október 13.      | Egy drága scotch, mely a sorozatban később többször felbukkan. |
| Panther Pilsner Beer                     | A Three Stooges Three Little Beers rövidfilmjében; | 1935. november 28.     | Ebben a rövidfilmben a Three Stooges egy olyan sörgyárnak dolgozik, mely ezt a terméket állítja elő, a végén pedig sörrel teli hordókat gurítanak át a utakon. |
| Pawtucket Pat sör                        | Family Guy                                         | 1999                   | Több szereplő is fogyasztotta. Peter Griffin a sörgyárnál dolgozik. |
| Screaming Viking                         | Cheers                                             | 1987. szeptember 24.   | Ezt az italt azért készítették a bárban régóta ott dolgozó bártenderek, hogy kifúrják a helyről az újonc Wayne-t, és így megtarthassák Woodyt. Ebből végül valós ital lett. |
| Uncle Jemima's Pure Mash Liquor          | Saturday Night Live                                | 2000. február 5.       | A 2000. február 5-i, március 18-i és május 13-i részben „Jemima nagybácsi”, Jemina nagynéni férje, akit Tracy Morgan alakított, a „Palacsinta Lady” készítette el ezt az italt egy reklámparódia kedvéért. A reklám a régi rasszista sztereotípiákra játszik rá.                                                                                     |
| Vitameatavegamin                         | I Love Lucy "Lucy Does a TV Commercial" rész       | 1952. május 5.         | Lucy azt tervezte, úgy kerül be a Ricky TV műsorába, hogy szerepelni akar ennek az üdítőnek a reklámjában. A leírás szerint az ital a következőket tartalmazza: „vitamin, hús, zöldség és ásványi anyagok”. Ahogy Lucy egyre többször ivott az italból a reklámfelvétel közben, egyre inkább becsípett, és így derült ki, hogy alkohol is van benne. |

### Rádióban
| Üdítő                                                                                                 | Forrás         | Első megjelenés dátuma | Leírás és fontossága |
| Shires                                                                                                | The Archers    | 1951                   | Ambridge-ben, Bull kocsmájában szolgálták fel a világ leghosszabb szappanoperájában. The Archers. A cask beer real ale.            |
| Otter's Crest, Old Monk's Bell, Sailor's Junk, Orbital, Tandoor, Riland's Dark Water, Allison's Amber | Double Science | 2008. május            | Minden részben egy kitalált ale-t tárgyalnak ki a vándorló fizika-kémia tanárok. Leginkább a 3, "4 Extra Premiere" részre igaz ez. |

### Vegyes megjelenés
| Üdítő          | Forrás                       | Első megjelenés dátuma | Leírás és fontossága |
| Bear Whiz Beer | Everything You Know Is Wrong | 1974. október          | Lényegében egy átlagos amerikai világos láger, mely megjelent az ugyanilyen című 1975-ös filmben is, mikor közvetlenül egy hegyi patakból meri ki egy dacosnak tűnő ember. Csomagolásának felirata egyértelműen szexuális hangnemű, és azt állítja, ami az üvegben van, az egyáltalán nem sör, hanem olyan ital, melyet közvetlenül a medvék eresztenek a vízbe. Ezzel valószínűleg azt akarták megkritizálni, ahogy az olcsó, tömeggyártású amerikai lágereket hirdetik. „Ahogy Apa mondta: Fiam, ez van a vízben. Ezért sárga.” |
| Heisler Beer   | Többféle                     |                        | Lényegében egy tölteléknév a sörökre. Ez a márka rengeteg filmben és televíziós műsorban szerepel. |

## Alkoholmentes italok

### Az irodalomban és nyomtatásban
| Üdítő      | Forrás                                           | Első megjelenés dátuma | Leírás és fontossága |
| Jihad Cola | Prayers for the Assassin                         | 2006                   | Népszerű szódamárka a jövőbeni Iszlám Amerikai Államokban, ahol betiltották az alkoholt.                                                                      |
| Nozz-A-La  | Stephen King A Sötét Torony sorozatának regényei | 1997                   | Egy kitalált szénsavas üdítőital, amelynek hasonló a logója, mint a Coca Coláé. A márka neve szerepel a Lost – Eltűntek sorozatban Henry Gale hőlégballonján. |

### Filmekben
| Üdítő                        | Forrás                           | Első megjelenés dátuma      | Leírás és fontossága |
| Adrenalode                   | Turbó                            | 2013                        | Egy hatásos energiaital, melyet az Indianapolis 500-at ötször megnyerő Guy Gagné reklámozott. Az Adrenalode-ban olyan összetevők vannak, mint a Phonisirene, Ethylonium, Tauranidrene, Chloriadium, és Tastebadazine. Ezekről apró betűvel megjegyzik, hogy „fogyasztásra nem javasolt”. |
| Kék tej                      | Star Wars IV: Egy új remény      | 1977                        | Kék színű banthatej. A bantha a Tatuin bolygó egyik állata. |
| Booty Sweat energiaital      | Trópusi vihar                    | 2008                        | Alpa Chionónak, a film egyik szereplőjének a szerteágazó termékpalettájának egyik eleme. Az italt, mint a többi terméket is, Chino arra használja fel, hogy kifigurázza azokat a rappereket és zenészeket, akik több termékből álló hálózattal válnak mogullá. Chino a film során végig kap utánpótlást az italból, és ezt anakronisztikus módon éppen a vietnámi háborúról szóló rész közben reklámozza. |
| Botijola                     | Mort & Phil. Mission: Save Earth | 2008                        | Egy szörnyű üdítőital, mely egyáltalán nem tartalmaz vizet. Az ital gonosz gyártója egy száraz világot akar létrehozni, ezért arra kényszeríti a embereket, hogy az ő termékét fogyasszák. |
| Buzzz Cola                   | Surf II: The End of the Trilogy  | 1984                        | Egy népszerű üdítőital, melyet a sorozat antagonista tini őrült tudósa, Menlo Schwartzer úgy alakít át, hogy megszabadítsa Dél-Kaliforniát a szörföző lakosságától úgy, hogy belőlük szemétevő zombikat csinál. A lázadó fiatalok és az eszetlen drónok kedvelt itala. |
| Cadre Cola                   | A menekülő ember                 | 1987                        | A menekülő ember televíziós vetélkedő szponzora. |
| Dark Planet Cola             | A szörny mentőakció              | 2013                        | Egy a Baab bolygón népszerű kék kóla, amely valahogy 800% cukrot tartalmaz, és az a célja, hogy népszerűsítse Supernovának a sötét bolygóra tervezett küldetését. |
| bubis bubleh (fizzy bubblech | Ne szórakozz Zohannal!           | 2008                        | Egy Izraelben népszerű, nem mindennapi üvegben árusított üdítőital. |
| Pingo Doce                   | A hihetetlen Hulk                | 2008                        | |
| Slusho!                      | Cloverfield, Star Trek           | 2008 (korábban az Aliasban) | Egy vírusmarketing-kampányban a Slusho! kapcsolt áruként szerepelt. Az ital a producer Abrams korábbi műveiben is megjelent, mint amilyen például az Alias. |

### Televízióban
| Ital           | Forrás                                           | Első említés dátuma                                   | Jellemzése és jelentősége |
| -------------- | ------------------------------------------------ | ----------------------------------------------------- | --- |
| Killer Shrew   | Mystery Science Theater 3000                     | 1992, "The Killer Shrews"                             | Az epizód utolsó két szegmensében szerepelt, az Alaskan Polar Bear Heater kifigurázása. Leginkább cukorkákból és édességekből készült, nagyon nehéz ital. Joel az íze miatt elájult, míg Franknek extrém cukortúltengése lett. Végül sikerült mind meginnia, de nagyon émelyítőnek találta, így rögtön szólt dr. Forresternek, hogy adjon neki Ipecacot. |
| Buzz Cola      | A Simpson család                                 | 1994, "Lisa vs. Malibu Stacy"                         | A Simpson család sorozatban gyakran használják a Jolt Cola parodizálására. Bartot gyakran lehet ezzel látni. |
| Slurm          | Futurama                                         | 1999, "Fry and the Slurm Factory"                     | Erős függőséget okozó üdítőital, Fry kedvenc üdítője. Egy egész epizódot is szenteltek neki, ahol megtanítják, hogyan készül a Slurm. |
| Splode         | TheTruth.com                                     | 2000, televíziós reklám                               | Dobozos szénszavas üdítőital, melyben „a szokásos üdítőkhöz képest százszor több karbonát van”. Termékreklámok kifigurázására használt sorozat egyik része. |
| Sprünt         | Knowing Me Knowing You with Alan Partridge       | 1994                                                  | Egy német üdítő, melyet Alan illegálisan hirdet egy beszélgetős showban. |
| Pitt Cola      | Rejtélyek városkája                              | 2012, "Turistacsapda"                                 | Őszibarack ízű szénsavas üdítő, amely Gravity Falls városában népszerű; Joe Pitt igazgató számára ez a mérce. |
| Thunder Muscle | The Increasingly Poor Decisions of Todd Margaret | 2010, "In Which Claims Are Made and a Journey Ensues" | Todd Margaretet azzal bízták meg, hogy ezt az energiaitalt értékesítse az Egyesült Királyságban. Van benne egy olyan kémiai elem, melyet a terroristák fegyverként akartak hasznosítani. Sok, a sorozat elején található robbanóeszköz és eljárás kihagyhatatlan tartozéka.                                                                              |

### Vegyes megjelenés
| Üdítő       | Forrás                                           | Első megjelenés dátuma | Leírás és fontossága |
| Nuka-Cola   | Fallout (videójáték, valamint a 2024-es sorozat) | ~1997                  | A Falloutban a Nuka-Cola egy olyan egyedi üdítő, mely a Nagy Háború előtt vált igazán népszerűvé. Több ízváltozatban is kapható, melyek között megtalálható a Nuka Cola Quantum, amit a kék radioaktív fénye tesz megkülönböztethetővé. Ezen kívül létezik még a Classic Nuka Cola, ami az alapváltozat, a Diet Nuka Cola, az alacsonyabb cukortartalmú diétás kiadás, a Nuka-Cola Dark, amivel a vállalat be akar törni az alkoholos üdítők piacára, a Nuka-Cola Orange, a Nuka Grape, a Nuka Cola Cherry, a Nuka-Cola Quartz, a Nuka-Cola Victory és a Nuka Cola Wild. |
| Ovalkwik    | Schlock Mercenary (webcomic)                     | 2000                   | Egy csokoládéra hasonlító italkeverék. Fogyasztás előtt valami folyadékba kell keverni, de az ebbe teljesen belegabalyodó Schlock gyakran magában eszi. |
| Slurp Juice | Fortnite: Battle Royale (videójáték)             | 2017                   | Egy világoskék ital, mely meggyógyítja a fogyasztóját. |